# Stanton (Nebraska)
Stanton és una població dels Estats Units a l'estat de Nebraska. Segons el cens del 2000 tenia 1.627 habitants.

## Demografia
Segons el cens del 2000, Stanton tenia 1.627 habitants, 612 habitatges, i 438 famílies. La densitat de població era de 356,9 habitants per km².
Dels 612 habitatges en un 33,3% hi vivien nens de menys de 18 anys, en un 58,2% hi vivien parelles casades, en un 10,5% dones solteres, i en un 28,4% no eren unitats familiars. En el 24,8% dels habitatges hi vivien persones soles el 13,7% de les quals corresponia a persones de 65 anys o més que vivien soles. El nombre mitjà de persones vivint en cada habitatge era de 2,54 i el nombre mitjà de persones que vivien en cada família era de 3,02.
Per edats la població es repartia de la següent manera: un 25,9% tenia menys de 18 anys, un 8,3% entre 18 i 24, un 25,1% entre 25 i 44, un 19,5% de 45 a 60 i un 21,2% 65 anys o més.
L'edat mediana era de 40 anys. Per cada 100 dones de 18 o més anys hi havia 81,7 homes.
La renda mediana per habitatge era de 33.462 $ i la renda mediana per família de 42.717 $. Els homes tenien una renda mediana de 28.636 $ mentre que les dones 20.221 $. La renda per capita de la població era de 14.637 $. Aproximadament el 5,8% de les famílies i el 9,2% de la població estaven per davall del llindar de pobresa.

## Poblacions més properes
El següent diagrama mostra les poblacions més properes.